# Aeolus
Aeolus — судно для встановлення вітрових турбін, споруджене для нідерландської компанії Van Oord.

## Характеристики судна
Замовлення на судно виконала у 2014 році німецька верф JJ Sietas Schiffwerft (Гамбург). За своїм архітектурно-конструктивним типом воно відноситься до самопідіймальних (jack-up) та має чотири опори довжиною по 81 метр. Це дозволяє оперувати в районах з глибинами до 45 метрів.
Для виконання основних завдань Aeolus було обладнане краном вантажопідйомністю 990 тон. Його робоча палуба має площу 3300 м2 та розрахована на розміщення до 5600 тон вантажу.
Пересування до місця виконання робіт здійснюється самостійно із максимальною швидкістю до 12 вузлів, а точність встановлення забезпечується системою динамічного позиціювання DP2.
На судні можливе проживання 74 осіб.
У вересні 2017 року судно прибуло в нідерландський порт Східам для модернізації, під час якої кран замінять на новий вантажопідйомністю 1600 тон, що дозволить здійснювати роботи зі спорудження вітрових електростанцій з турбінами потужністю 8 МВт.

## Завдання судна
В 2014-му Aeolus виконало роботи зі спорудження 44 фундаментів монопального типу, включаючи один для трансформаторної підстанції, на ВЕС Eneco Luchterduinen (нідерландський сектор Північного моря).
В період з липня по жовтень 2015-го Aeolus разом з Pacific Osprey спорудили фундаменти монопального типу на іншій нідерландській ВЕС Gemini. Після зміни оснащення ці ж судна розпочали в лютому 2016-го монтаж власне вітрових турбін, отримуючи їх у данському порту Есб'єрг.
У 2017-му Aeolus встановило 31 із 87 монопаль третьої черги ВЕС Уолні та змонтувало всі перехідні елементи, до яких безпосередньо кріпляться башти вітрових агрегатів (Ірландське море біля узбережжя Камбрії).
Судно збираються використати для робіт на ВЕС Дойче-Бухт (німецький сектор Північного моря), спорудження якої заплановане на 2018 рік.